# Paulo Afonso (tiểu vùng)
Paulo Afonso là một tiểu vùng thuộc bang Bahia, Brasil. Tiều vùng này có diện tích 12172 km², dân số năm 2007 là 149325 người.